# Carl Fink (Generalmajor)
Carl Fink (* 16. Dezember 1886 in Berlin; † 4. April 1969 in Karlsruhe) war ein deutscher Generalmajor der Luftwaffe im Zweiten Weltkrieg.

## Militärische Laufbahn

### Erster Weltkrieg
Fink trat am 23. Februar 1907 als Fahnenjunker in das Füsilier-Regiment „Prinz Heinrich von Preußen“ (Brandenburgisches) Nr. 35 der Preußischen Armee ein und diente dort bis Ende September 1909, zuletzt als Kompanieoffizier. Danach war er bis Anfang Juli 1913 Kompaniechef im 5. Hannoverschen Infanterie-Regiment Nr. 165. Vom 29. Mai 1911 bis zum 23. Januar 1914 war er Lehrer für Fotografie an der Lehr- und Versuchsanstalt für Militärflugzeugwesen auf dem Truppenübungsplatz Döberitz, wo er zugleich von Juli 1913 bis zum 2. August 1914 dem Flieger-Bataillon 1 zugeordnet war. Von Januar bis August 1914 war er Lehrer bei der Verkehrstechnischen Prüfungskommission der Flieger-Versuchs-Kompanie in Adlershof. Mit dem Beginn des Ersten Weltkriegs kam Fink im August 1914 als Beobachter zur Feldflieger-Abteilung 7, danach in gleicher Funktion bei der Brieftauben-Abteilung O im Kampfgeschwader 1 (Kogohl 1). Am 19. Juli 1915 wurde er als Bildoffizier zum Kriegsvermessungs- und Feldflugchef der OHL versetzt. Vom 8. Oktober 1916 über das Kriegsende hinaus war er Chef der Abteilung Luftbild beim Stab des Kommandierenden Generals der Luftstreitkräfte (Kogenluft). Für sein Wirken wurden Fink beiden Klassen des Eisernen Kreuzes und das Ritterkreuz des Königlichen Hausordens von Hohenzollern mit Schwertern verliehen.
Nach Kriegsende war Fink vom 16. Januar 1919 bis zum 31. März 1920 Kommandeur der Grenzschutz (Ost)-Fliegerabteilung 407 und schied anschließend als Hauptmann aus dem Militärdienst aus.

### Wehrmacht und Zweiter Weltkrieg
Am 1. Februar 1935 trat Fink der im Aufbau begriffenen Luftwaffe bei, wo er über den Beginn des Zweiten Weltkriegs bis zum 15. Dezember 1939 als Referent im Technischen Amt des Reichsluftfahrtministeriums diente und am 1. Dezember 1939 zum Oberst befördert wurde. Am 16. Dezember 1939 wurde er Leiter der Abteilung „Luftwaffe“ bei der Rüstungsinspektion III des Reichsministeriums für Bewaffnung und Munition. Danach war er vom 9. Juni 1941 bis zum 31. Januar 1942 Wehrwirtschaftskommandeur in Oppeln, später in Charkow. Im Februar 1942 wurde er nach Deutschland zurückbeordert, wo er bis Ende Februar 1943 Kommandeur des Rüstungsbereiches Hannover bei der Rüstungsinspektion XI war. Von März 1943 bis Anfang Mai 1945 war er Rüstungsinspekteur für den Bereich Magdeburg-Dessau-Halle. In dieser Dienststellung wurde Fink am 1. Juni 1943 zum Generalmajor befördert. In den letzten Kriegstagen wurde Fink „zur Verwendung“ der Armee Wenck bereitgestellt. Am 8. Mai 1945 kam er in US-amerikanische, später britische Kriegsgefangenschaft, aus der er am 1. Dezember 1946 entlassen wurde.